# 미마정 (에히메현)
미마정(三間町)은 에히메현 난요지방에 있던 정이다. 2005년, 8월 합병에 의해 우와지마시의 일부가 되었다.

## 역사
- 1954년 10월 10일 - 미마촌, 나루타에촌, 후타나촌이 합병해 미마정이 되었다.
- 2005년 8월 1일 - 우와지마시, 미마정, 요시다정, 쓰시마정의 1정 3촌이 신설합병해 우와지마시가 되어 미마정은 소멸하였다.

## 교통

### 철도
- 시코쿠 여객철도
  - 요도 선

### 도로
- 국도 56호선